# Claudius Lysias
Claudius Lysias (altgriechisch Κλαύδιος Λυσίας) war nach biblischem Bericht derjenige Oberst, der um das Jahr 57 die römische Garnison in Jerusalem befehligte. In der Bibel wird in der Apostelgeschichte des Lukas von seinem Eingreifen berichtet, als der Apostel Paulus bei einem Aufruhr im Tempel beinahe ermordet worden wäre. (Apg 21–24 )

## Biblischer Bericht
Kurz nachdem Paulus nach seiner dritten Missionsreise nach Jerusalem gekommen war, kam es im Jerusalemer Tempel zu einem Aufruhr, bei dem er von einem Volksauflauf ergriffen und beinahe getötet worden wäre. Als der Befehlshaber der Garnison, Claudius Lysias, davon erfuhr, rettete er mit seinen Soldaten Paulus, ließ ihn jedoch festnehmen und in die Burg Antonia führen. (Apg 21,27–40 )
Nachdem eine öffentliche Rede des Paulus, mit der er die Menge zu überzeugen versuchte, ebenfalls im Aufruhr endete, ließ Claudius Lysias ihn wieder in die Burg führen und unter Geißelung verhören, um die Hintergründe zu erfahren. Unter Berufung auf sein römisches Bürgerrecht entging Paulus jedoch der Geißelung. Am folgenden Tag befahl Claudius Lysias daher, ihn vor den Hohen Rat zu führen. (Apg 22 )
Als die Verhandlung vor dem Hohen Rat ebenfalls im Aufruhr endete, ließ er Paulus dort wiederum von seinen Soldaten herausholen und in die Burg bringen. Nachdem er durch den Neffen des Paulus von einem Plan erfahren hatte, diesen bei einer neuerlichen Sendung vor den Hohen Rat auf dem Weg dorthin zu ermorden, sandte er ihn in Begleitung von Soldaten nach Cäsarea zum Statthalter Felix und gab den Soldaten einen entsprechenden Brief mit. (Apg 23 )
Die Entscheidung im Prozess gegen Paulus wurde in der Folge mehrfach durch Felix vertagt, wobei er sie zunächst auf ein Kommen des Lysias nach Caesarea verschob. (Apg 24,22 )